# Vimarcé
Vimarcé foi uma comuna francesa na região administrativa da Pays de la Loire, no departamento de Mayenne. Estendia-se por uma área de 20,77 km². Em 2010 a comuna tinha 235 habitantes (densidade: 11,3 hab./km²).
Em 1 de janeiro de 2021, passou a formar parte da nova comuna de Vimartin-sur-Orthe.